# Nội dung kích dục

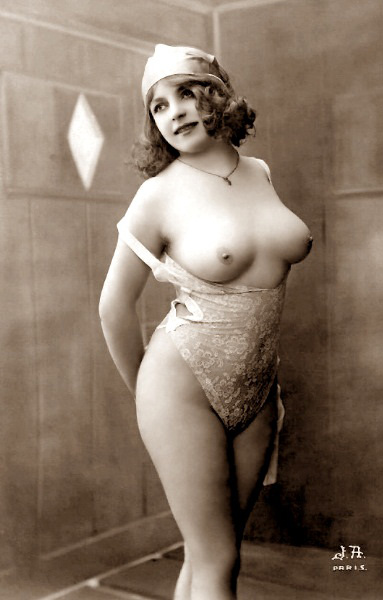
Bưu thiếp Pháp của Fernande (1910–1917) của Jean Agélou.

Nội dung kích dục (tiếng Anh: erotica), hay còn được hiểu là văn hóa phẩm/tác phẩm/văn học nghệ thuật/văn hóa nghệ thuật/nội dung kích dục/gợi tình), là bất kỳ tác phẩm văn học hay nghệ thuật có liên quan đáng kể với các vấn đề chủ thể kích thích tình dục hay hưng phấn tình dục nhưng không phải là khiêu dâm. Nghệ thuật kích dục có thể sử dụng bất kỳ hình thức nghệ thuật nào để mô tả nội dung kích thích tình dục, bao gồm hội họa, điêu khắc, kịch, phim hoặc âm nhạc. Văn học gợi tình và nhiếp ảnh kích dục đã trở thành thể loại theo cách riêng của nó.
Curiosa là kích dục và khiêu dâm như các mục riêng biệt, có thể thu thập, thường ở dạng xuất bản hoặc in. Trong thương mại sách cổ, các tác phẩm khiêu dâm thường được liệt kê dưới tên "curiosa", "erotica" hoặc "facetiae".

## Tranh ảnh kích dục
Một sự khác biệt thường được thực hiện giữa kích dục và khiêu dâm (cũng như thể loại giải trí tình dục ít được biết đến, ribaldry), mặc dù một số người xem có thể không phân biệt giữa chúng. Một sự khác biệt quan trọng, một số được tranh luận, đó là mục tiêu của khiêu dâm là mô tả đồ họa các cảnh tình dục rõ ràng (explicit), trong khi erotica  "tìm cách kể một câu chuyện liên quan đến chủ đề tình dục" bao gồm mô tả có thể chấp nhận được (plausible) về tình dục của con người so với khiêu dâm porn. Ngoài ra, các tác phẩm được coi là xuống cấp hoặc bóc lột có xu hướng được phân loại bởi những người nhìn thấy chúng như "porn" chứ không phải là "erotica" và do đó, porn thường được mô tả là bóc lột hoặc đồi bại. Nhiều quốc gia có luật cấm hoặc ít nhất là quy định những gì được coi là tài liệu khiêu dâm, thường không áp dụng cho khiêu dâm.
Nhà văn nữ quyền Gloria Steinem phân biệt erotica với porn viết: "Erotica khác với porn như tình yêu với cưỡng hiếp, vì nhân phẩm là sự sỉ nhục, như sự hợp tác là từ nô lệ, như niềm vui là từ nỗi đau". Lập luận của Steinem xoay quanh sự khác biệt giữa tính tương hỗ và sự thống trị, khi cô viết: "Trắng trợn hay tinh tế, nội dung khiêu dâm không liên quan đến sức mạnh hay sự tương hỗ. Trên thực tế, phần lớn sự căng thẳng và kịch tính xuất phát từ ý tưởng rõ ràng rằng một người đang thống trị người kia."

## Hình ảnh

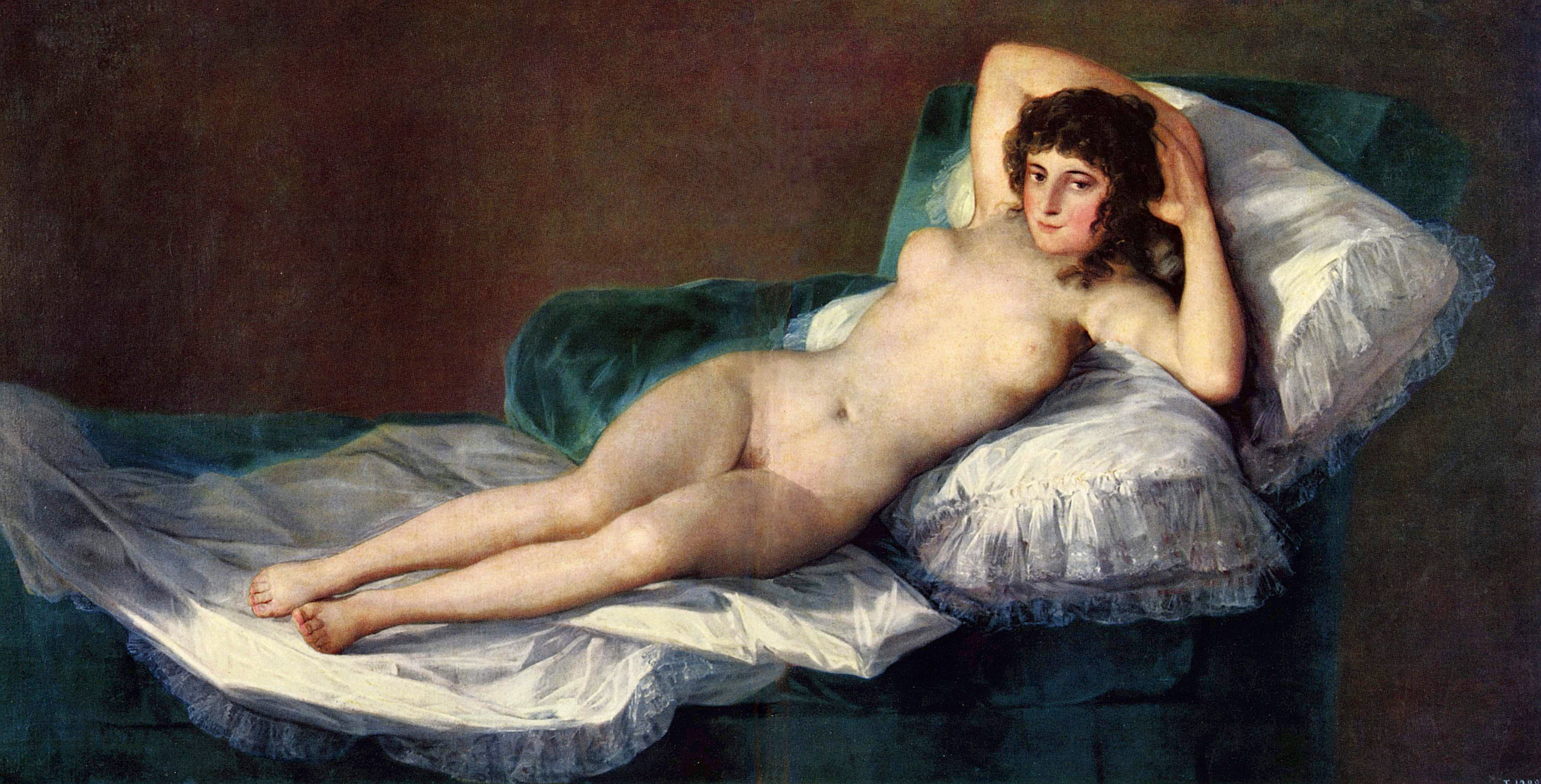
The Naked Maja (khoảng 1800 18001804) của Francisco de Goya.
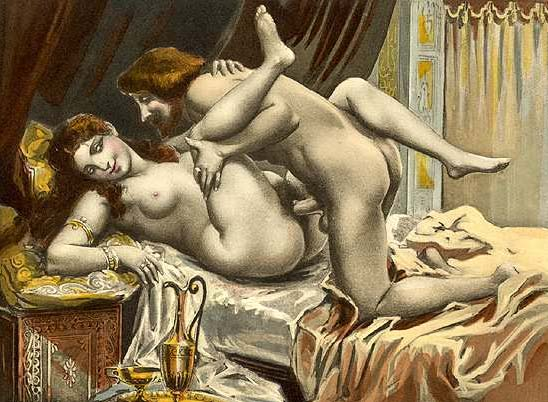
Tranh của Édouard-Henri Avril.